# Кириленко, Игорь Геннадьевич
Игорь Геннадьевич Кириленко (укр. Ігор Геннадійович Кириленко род. 23 мая 1991, Керчь, УССР) — украинский музыкант, композитор, саунд-продюсер, сооснователь групп The Erised, Liquid Break, Hidden Element, музыкальный руководитель проектов DOROFEEVA, DANTES.

## Биография
Родился 23 мая 1991 года в городе Керчь, в семье инженеров Татьяны и Геннадия Кириленко. В детстве Игорь интересовался спортом, занимался боксом, принимал участие в районных спортивных соревнованиях. С 13 лет Игорь играет на гитаре, в 16 освоил программу для написания музыки и стал создавать первые собственные треки.
В 2008 году окончил Керченскую общеобразовательную школу с углубленным изучением английского языка.
В 2013 году окончил Харьковскую Государственную Академию культуры по специальности «Режиссёр эстрады и массовых представлений». Получил степень магистра.

## Творчество
За 12 лет творческой карьеры, издавал свою музыку на всемирно известных лейблах, таких как PIAS, Hospital Records, Universal Music, Absys Records, Alphacut, Pinecone Moonshine, Silent Season, Translation Recordings, YUKU. Сотрудничал с известными украинскими артистами и коллективами, создал проекты The Erised, Liquid Break, Hidden Element.
В 2009 году основал электронную группу Liquid Break.
В 2011 году вместе с музыкантом Нилом Тарасовым создал электронный дуэт Hidden Element. С 2021 году Hidden Element является сольным проектом Игоря.
В 2013 году собрал с коллегами музыкантами группу The Erised. Проект просуществовал до 2019 года.
С 2014 года сотрудничал в качестве диджея с украинскими поп-артистами LOBODA и Макс Барских.
2018—2019 провел в США, занимался студийной работой, играл в составе группы The Gitas.
В 2020 году открыл собственную музыкальную студию в Киеве. Сотрудничал и продолжает работать как саунд-продюсер с артистами украинской поп-сцены: Макс Барских, DOROFEEVA, LOBODA, Jamala, Саша Чемеров, Бумбокс, Dantes, Миша Кацурин, Roxolana, группа Quest Pistols и другими.
С 2021 года работает музыкальным руководителем украинских проектов DOROFEEVA, DANTES.
В 2021 году работал на проекте «Голос страны» («1+1 (телеканал)») в качестве музыкального руководителя команды Нади Дорофеевой.

### Группа Hidden Element
Электронная группа Hidden Element была создана в 2011 году и существует по сей день. Песни коллектива издавались на лейблах Германии, Британии и США. 10 лет проект существовал в составе двух музыкантов — Игоря Кириленко и Нила Тарасова. В 2021 году Нил покинул группу и на данный момент Hidden Element продолжает деятельность как сольный проект Игоря.

### Группа The Erised
Группа была создана в 2013 году. Изначально в состав вошли три музыканта — Игорь Кириленко, Данил Марин и Нил Тарасов. Каждый из них, на момент создания коллектива, имел собственный опыт в написании музыки и наработки в музыкальной сфере. Со временем к The Erised присоединились басист Владимир Михайлюк, барабанщик Александр Люлякин и вокалистка Соня Сухорукова. В 2014 году была презентована первая песня группы «Pray». Она стала визитной карточкой The Erised и на сегодня насчитывает более 2 миллионов прослушиваний на сервисе Spotify. В этом же году коллектив подписал контракт о сотрудничестве с британским лейблом Med School Music (подразделение лейбла Hospital Records). В 2019 году на официальной странице группы в Facebook было объявлено о распаде и закрытии проекта.

## Семейное положение
Разведён, воспитывает сына Мику.